# 李纾 (南汉)
李纾，五代十國時南汉官员，惠庄太子李㧑五代孙。
李纾有风采，对答以文辞使听者倾倒。南汉高祖大有年间，李纾担任谏议大夫。宰相赵光裔说楚国是婚姻之国，不可以忘记旧好。于是推荐李纾出使。楚文昭王马希范见到李纾，厚加款待，巩固了汉楚两国的睦邻关系。